# Phaonia himalaica
Phaonia himalaica är en tvåvingeart som beskrevs av Zinovjev 1992. Phaonia himalaica ingår i släktet Phaonia och familjen husflugor. Inga underarter finns listade i Catalogue of Life.